# Церковь Пресвятой Богородицы (Алиабад)
Церковь Пресвятой Богородицы (арм. Սուրբ Աստվածածին եկեղեցի) — ныне утраченная армянская церковь, основанная в XVII веке, располагавшаяся в селе Алиабад города Нахичевань Нахичеванской Автономной Республики Азербайджана. Была полностью разрушена к 12 марту 2005 года, что запечатлено на спутниковом снимке IKONOS, а на её месте была построена аллея шахидов.

## История
Церковь Пресвятой Богородицы была основана в XVII веке. Она располагалась в центре села Алиабад. В 1887 году она реставрировалась.
Церковь была хорошо видна на спутниковом снимке KH-9 Hexagon от 29 июля 1973 года. К 12 марту 2005 года церковь была стёрта с лица земли, а на её месте была построена аллея шахидов.

## Устройство церкви
Церковь представляла собой базилику, имела дверные проемы на северном и южном фасадах и изящный многоугольный купол, возвышавшийся на крестообразной крыше. На южном фасаде были армянские надписи.